# João Gabriel Silveira
João Gabriel Francisco da Silveira (Resende, 6 de novembro de 2001) é um jogador brasileiro de Polo aquático.

## Carreira
João Silveira, foi campeão Sul-Americano Junior de Polo Aquático (2019) pela seleção brasileira, competiu duas vezes o Water Polo World Junior Championship (2019, Kuwait e 2021, Praga) e foi campeão pelo SESI-SP (Serviço Social da Indústria) do Campeonato Sul-Americano de clubes (2022, Santiago (Chile)). 
Jogando pelo SESI-SP, João também foi campeão da Liga Nacional de Polo Aquático (2021-2022 e 2022-2023), campeão do Brasil Open (2022) e campeão do Campeonato Paulista (2021).